# Meibomia variifolia
Meibomia variifolia là một loài thực vật có hoa trong họ Đậu. Loài này được (Steud.) Kuntze mô tả khoa học đầu tiên năm 1891.